# فريد ملولي
فريد ملولي (7 يوليو 1984 بسطيف في الجزائر - ) هو مدرب كرة قدم ولاعب كرة قدم جزائري في مركز الدفاع. لعب مع أولمبي الشلف وأولمبي العناصر والاتحاد الرياضي لمدينة سطيف ومولودية العلمة ونادي القادسية ووفاق سطيف.

## روابط خارجية
- فريد ملولي على موقع الاتحاد الدولي (مؤرشف)  (الإنجليزية)
- فريد ملولي على موقع قاعدة بيانات كرة القدم.إي يو (الإنجليزية)
- فريد ملولي على موقع Soccerway.com (الإنجليزية)